# Lūcija Garūta

Steagul Letoniei

Lūcija Garūta (n. 14 mai 1902, Riga, Imperiul Rus – d. 15 februarie 1977, Riga, Republica Sovietică Socialistă Letonă, URSS) a fost o pianistă, poetă și compozitoare letonă.

## Viața și cariera
Lūcija Garūta s-a născut în Riga. Din 1919 până în 1925, a studiat pian la Conservatorul din Letonia cu profesorul Jāzeps Vītols dar și alții, printre care Jānis Mediņš, Jēkabs Mediņš și Jēkabs Kārkliņš. În timpul studiilor a fost pianistă répétiteur la Opera Națională Letonă.
După absolvire, a lucrat la Radio Riga între 1925 și 1926. În 1926 a început să predea teoria muzicii și a pianului la Școala de Muzică Jāzepa Mediņa. În 1926, și-a continuat studiile cu Alfred Cortot, Isidor Philipp și Paul Le Flem, iar în 1928 a studiat compoziția cu Paul Dukas la École Normale de Musique de Paris. În 1926, a debutat la Paris, iar apoi a devenit compozitoare, susținând concerte alături de cântăreții Milda Brehmane-Štengele, Ādolfs Kaktiņs și Mariss Vētra, violonistul Rūdolfs Miķelsons și violoncelistul Atis Teihmanis. În 1939 a făcut parte din consiliului de administrație al asociației de promovare a muzicii din Letonia. Între 1920 și 1930, Lūcija Garūta a fost una dintre cele mai active pianiste, atât ca solistă, cât și ca și acompaniatoare, concertând în Riga și în toată Letonia. Per total, Garūta a cântat alături de peste 100 de muzicieni în concerte de muzică de cameră.
În 1940, Garūta a avut oportunitatea de a preda compoziție și a teorie muzicală la Academia Letonă de Muzică Jāzeps Vītols, unde a devenit profesoară în 1960. Boala i-a încetat cariera, dar a continuat să predea. Lūcija Garūta a murit în 1977 și a fost îngropată în Cimitirul Pădurii din Riga.

## Dievs, Tava zeme deg!
Cantata lui Garūta din 1943, Dievs, Tava zeme deg! (Dumnezeule, țara ta arde!) face parte din canonul cultural leton de muzică, recunoscut ca fiind unul dintre cele mai importante piese muzicale din Letonia din toate timpurile. O înregistrare a premierei din 15 martie 1944, în timpul celui de-al doilea război mondial, a captat sunetele de luptă din afara Catedralei din Riga. Versurile au fost scrise de Andrejs Eglītis pentru un concurs tematic „Rugăciunea letonă pentru Dumnezeu”. Premiera a inclus mai multe coruri conduse de Teodors Reiters în timp ce compozitorul a cântat la orga din Catedrala din Riga. Cantata a fost interzisă sub dictaturaSovietică din Letonia și a fost reînviată în 1990 la cel de-al 20-lea Festival de Cântece Letone unde au participat peste zece mii de cântăreți.

## Lucrări
Lucrările selectate includ:
- Dievs, tava zeme deg! (1943) pentru soliști, cor și orgă
- Concertul de pian în F minor (1952)
- Preludiu pentru pian în C minor
- Preludiu pentru pian în E major
- Andante Tranquillo', trio pentru pian în B

Lucrările sale au fost înregistrate și publicate pe suport media, printre care:
- Cantate de lectură patriotice din Letonia, CD audio (18 mai 1999), înregistrarea din Riga, ASIN: B00000J8QK
- Dievs, Tava zeme deg! (1 ianuarie 2003) Baltic Records Group, ASIN: B000QZX3VM

## Legături externe
- Recording of Dievs, Tava zeme deg! pe YouTube
- Înregistrarea Dievs, Tava zeme deg! premiera și comentariul scurt [null]